# 宗室清安
清安（？年—1893年）,佟佳氏，字吉甫，號芝軒，滿洲鑲黃旗人。道光三十年（1850年）翻譯進士，歷官科布多參贊大臣。光緒十年（1884年）八月，授工部右侍郎。十六年（1890年）二月，調刑部右侍郎。十二月，轉左侍郎。十九年（1893年）正月，以病致仕。八月卒。

## 履歷
道光30年-咸豐2年，繙譯庶吉士；咸豐2年-咸豐3年，翰林院編修；咸豐3年，詹事府右贊善；咸豐3年，日講起居注官；翰林院侍講；翰林院侍讀學士；咸豐8年，繙繹鄉試副考官；咸豐10年-咸豐11年，內閣學士；咸豐10年，署正紅旗漢軍副都統；咸豐10年，署工部左侍郎；咸豐10年，鑲紅旗漢軍副都統；咸豐11年，盛京工部侍郎；咸豐11年-同治1年，盛京刑部侍郎；同治1年-同治8年，盛京禮部侍郎；同治8年-光緒3年，泰甯鎮總兵官；同治8年-光緒3年，總兵官兼總管內務府大臣；光緒4年；光緒12年-光緒14年，正白旗漢軍副都統；光緒4年，署鑲紅旗護軍統領；光緒4年，副都統銜；光緒4年-光緒10年，科布多參贊大臣；光緒10年-光緒16年，工部右侍郎兼管錢法堂事務；光緒13年，右翼前鋒統領印鑰；光緒13年，署正紅旗漢軍副都統；光緒14年，署禮部左侍郎；光緒14年，署正藍旗滿洲副都統；光緒14年，署禮部右侍郎；光緒14年，鑲紅旗滿洲副都統；光緒14年，正黃旗滿洲副都統；光緒15年，滿洲繙譯會試正考官；光緒15年，滿洲繙譯鄉試正考官；光緒16年，刑部右侍郎；光緒16年-光緒19年，刑部左侍郎；光緒17年，考試滿洲繙譯官

## 家庭
女兒佟佳氏（宗谱写彤佳氏），宗室载衍嫡妻。